# جويل مانويل هوفمان
جويل مانويل هوفمان (بالإنجليزية: Joel Manuel Hoffman)‏ (15 سبتمبر 1968، نيويورك في الولايات المتحدة)؛ روائي أمريكي.